# Беков, Орынбек
Орынбек Беков (4 июня 1898, Семипалатинская область (ныне Шетский район, Карагандинская область) — 13 марта 1938) — казахский писатель, драматург, общественный деятель.

## Биография
Происходит из подрода Керней рода Каракесек племени Аргын. В 1928—1930 годах редактор газеты «Тілші» («Корреспондент»), в 1930—1937 годах директор Казахского драмтеатра. Рассказы и стихи Бекова публиковались на страницах республиканскогих газет, журнала «Жаңа әдебиет» («Новая литература»). Автор книг «Капля крови для великого дела» (1926), «Как мы добились победы в Гражданской войне?», «Что такое советизация в ауле?» (1928), повести «Советбике» (1930). Основные темы произведения: социальные проблемы, жизнь и быт казахского аула в годы становления советской власти, коллективизации. Участник 1-го съезда писателей Казахстана, на котором совместно с М.Ауэзовым сделал доклад о казахской драматургии.
30 мая 1937 года был арестован по обвинению в контрреволюционной деятельности, расстрелян 13 марта 1938 года. Реабилитирован в 20 марта 1958 года.

## Память
Его именем названа одна из улиц поселка Агадырь.